# Provincia del Brabante Valón
La provincia del Brabante Valón (del francés: Province du Brabant wallon), en neerlandés: Provincie Waals-Brabant es una de las cinco provincias de Valonia y una de las diez provincias de Bélgica. Es la más pequeña de las provincias belgas.

## Historia
El término Valón en Brabante Valón significa que está en la parte valona de la anterior provincia belga de Brabante.
Brabante fue una región situada entre los Países Bajos y Bélgica, el Ducado de Brabante. El nombre de la región proviene de pagus Bracbatensis, un ducado carolingio situado entre los ríos Escalda y Dyle. El nombre aparece en el siglo VII cuando fue fundada la abadía de Nivelles en pagus Bracbatensis.
La batalla de Waterloo sucedió, el 18 de junio de 1815, en territorio de esta provincia, cerca de la localidad de Waterloo.
El Brabante Valón es la provincia más pequeña y más joven de Bélgica. Nació de la escisión de la antigua provincia unitaria de Brabante entre el Brabante Flamenco y el Brabante Valón. El nacimiento oficial de la provincia de Brabante Valón se consagró el 1 de enero de 1995.

## Geografía
La superficie total de la provincia es de 1090,6 km². La provincia es muy plana, con una altitud media de 107 metros sobre el nivel del mar. El punto más alto de la provincia se encuentra en el municipio de Genappe, con una altitud de 170 metros sobre el nivel del mar.
La provincia tiene una forma alargada y mide de este a oeste alrededor de 90 km y alrededor de 40 km de norte a sur. El centro geográfico de Bélgica se encuentra en esta provincia, en la comunidad Nil-Saint-Vincent del municipio de Walhain.
La capital provincial es Wavre, que se encuentra en una localización más centrada que la antigua capital, Nivelles.

## División administrativa
La provincia del Brabante Valón tiene solamente 1 arrondissement (distrito) y 27 communes (municipios).
| Arrondissement Nivelles | |
| | |
| 1. Beauvechain 2. Braine-l'Alleud 3. Braine-le-Château 4. Chastre 5. Chaumont-Gistoux 6. Court-Saint-Étienne 7. Genappe 8. Grez-Doiceau 9. Hélécine 10. Incourt 11. Ittre 12. Jodoigne 13. La Hulpe 14. Lasne | 1. Mont-Saint-Guibert 2. Nivelles 3. Orp-Jauche 4. Ottignies-Louvain-la-Neuve 5. Perwez 6. Ramillies 7. Rebecq 8. Rixensart 9. Tubize 10. Villers-la-Ville 11. Walhain 12. Waterloo 13. Wavre |

## Población
La provincia del Brabante Valón tiene, a 1 de enero de 2014, una población de 390 966 habitantes. Su densidad de población es de 358,5 habitantes por kilómetro cuadrado.
Los principales municipios, con una población mayor de 20 000 habitantes a 1 de enero de 2014, son:
1. Braine-l'Alleud (39 535)
2. Wavre (33 498)
3. Ottignies-Louvain-la-Neuve (31 247)
4. Waterloo (29 649)
5. Nivelles (27 488)
6. Tubize (24 824)
7. Rixensart (21 862)

Población de 2011 al 2014, al 1 de enero de cada año:
| Arrondissement | 2011    | 2012    | 2013    | 2014    |
| -------------- | ------- | ------- | ------- | ------- |
| Nivelles       | 382 866 | 385 990 | 388 526 | 390 966 |
| Provincia      | 382 866 | 385 990 | 388 526 | 390 966 |

## Población a 1 de enero de 2018
- Beauvechain 7222
- Braine-l'Alleud 39 837
- Braine-le-Château 10 447
- Chastre 7592
- Chaumont-Gistoux 11 731
- Court-Saint-Étienne 10 500
- Genappe 15 353
- Grez-Doiceau 13 368
- Hélécine 3479
- Incourt 5388
- Ittre 6865
- Jodoigne 14 079
- La Hulpe 7320
- Lasne 14 236
- Mont-Saint-Guibert 7562
- Nivelles 28 521
- Orp-Jauche 8856
- Ottignies-Louvain-la-Neuve 31 385
- Perwez 9291
- Ramillies 6394
- Rebecq 11 006
- Rixensart 22 401
- Tubize 25 914
- Villers-la-Ville 10 713
- Walhain 7167
- Waterloo 30 174
- Wavre 34 305[5]

## Galería

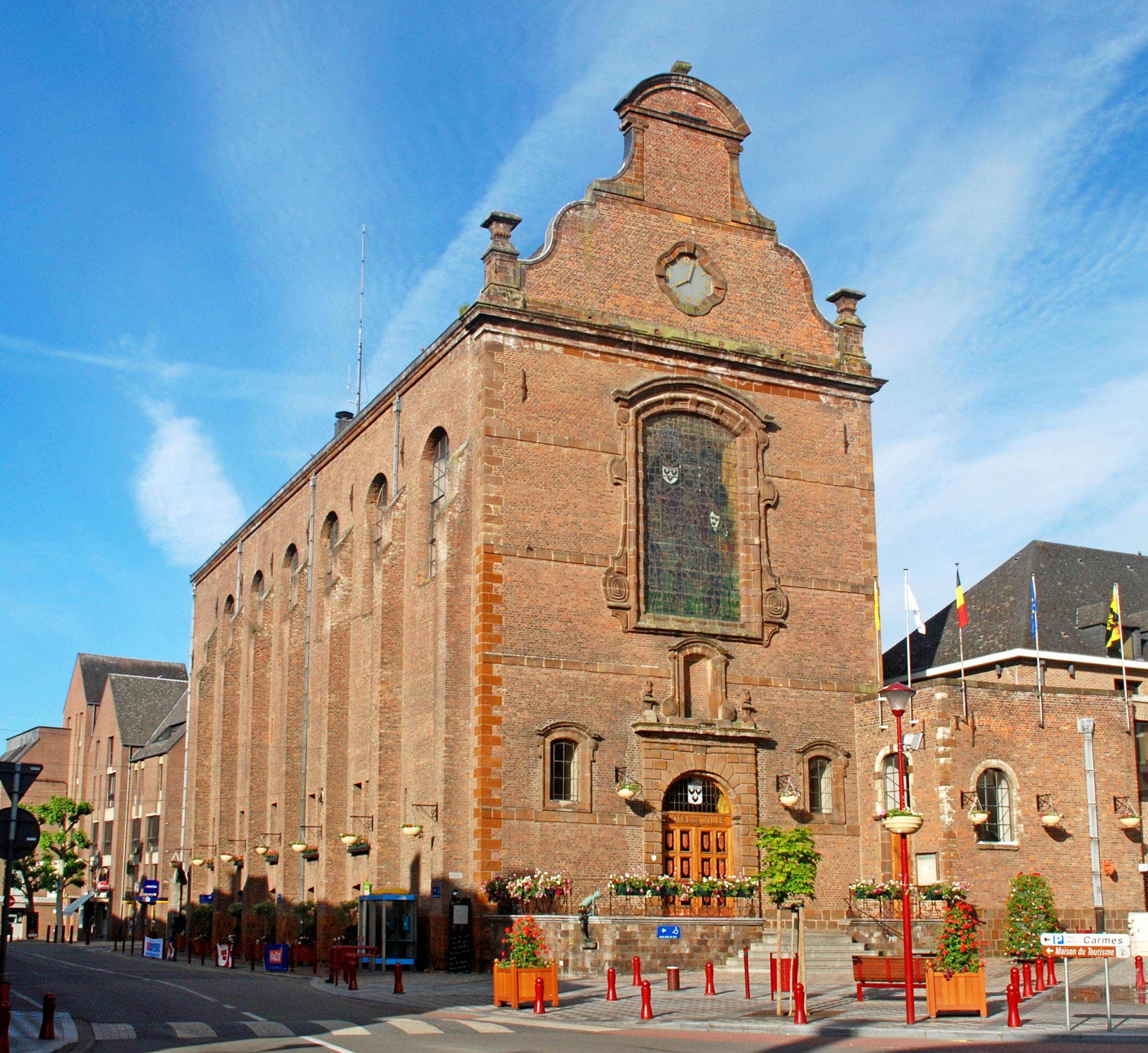
Wavre: Alcaldía.
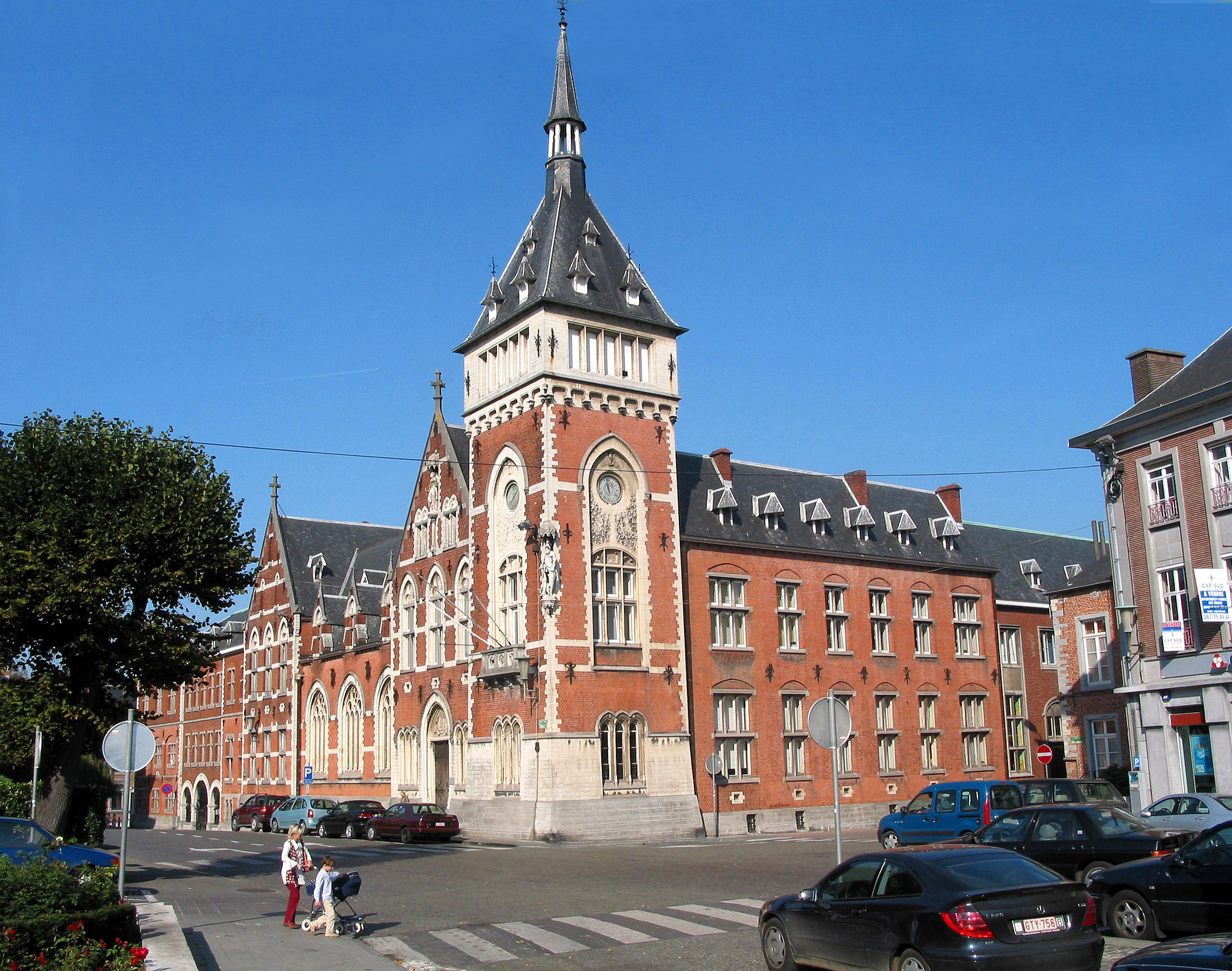
Viejo palacio de justicia de Nivelles.
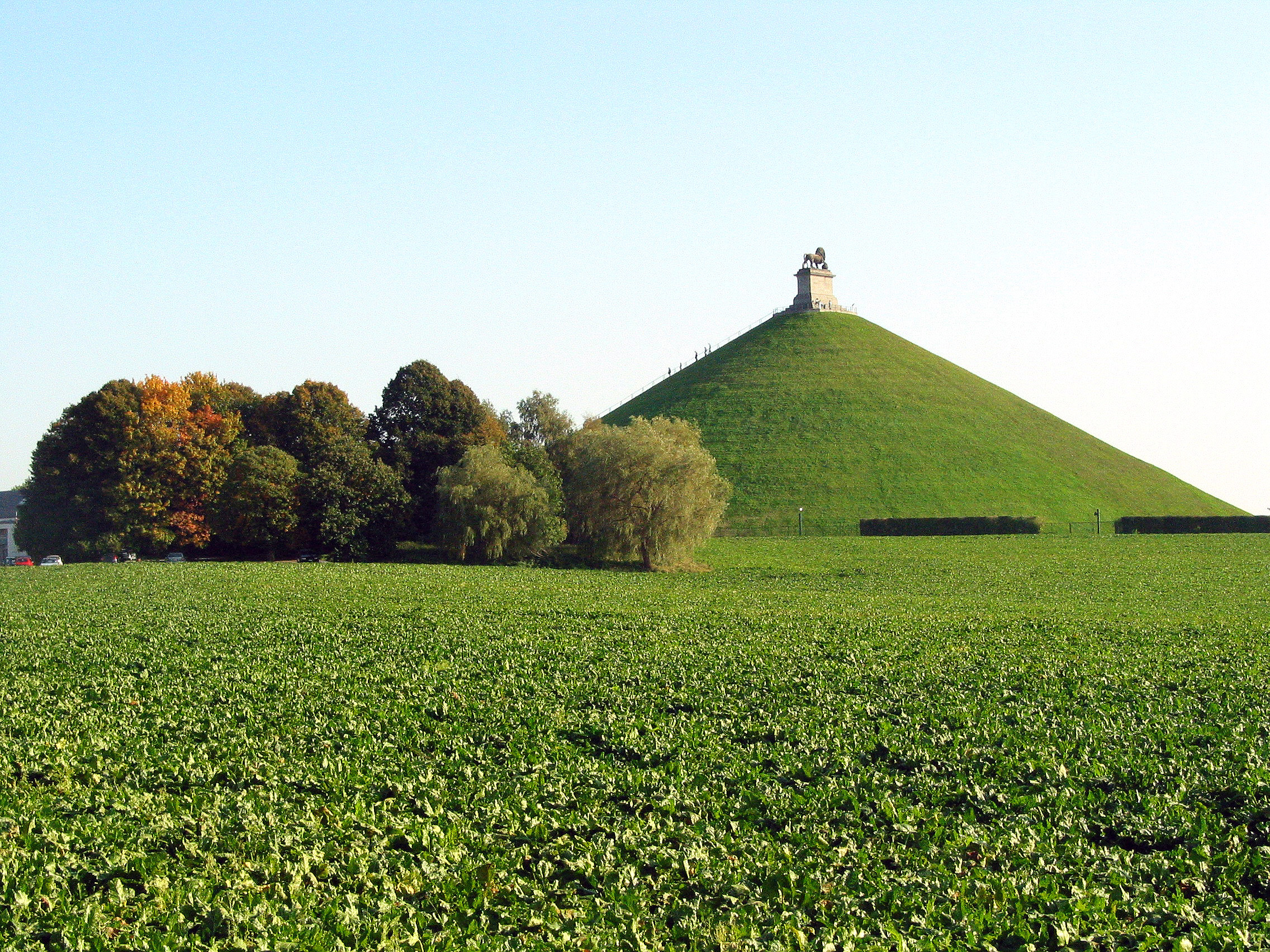
Campo de batalla de Waterloo.
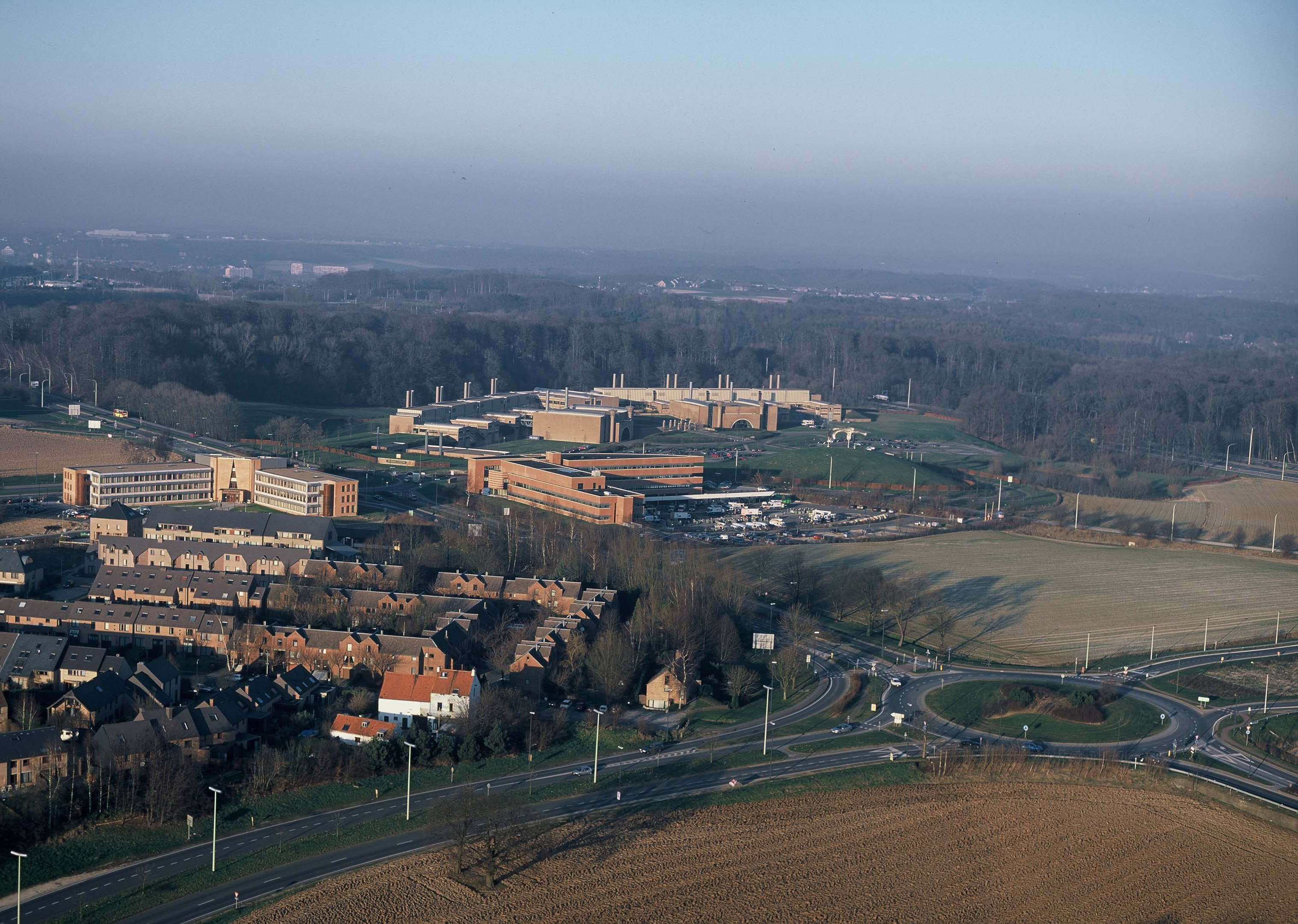
Ottignies-Louvain-la-Neuve: Parque científico.